# Lysimachia laxa
Lysimachia laxa là một loài thực vật có hoa trong họ Anh thảo. Loài này được Baudo mô tả khoa học đầu tiên năm 1843.